# Cesare Forni
Cesare Forni (Vespolate, 17 novembre 1890 – Milano, 2 luglio 1943) è stato un politico italiano.

## Biografia
Nato nel 1890 in un'agiata famiglia di affittuari agrari lomellini, studiò ingegneria presso il Politecnico di Torino senza terminare gli studi. Di carattere irrequieto e ribelle, partecipò con il grado di tenente alla prima guerra mondiale, guadagnandosi il grado di capitano nel corpo dei bombardieri. Ottenne una medaglia d'argento al valor militare e due di bronzo.
Nel 1919, convinto dall'allora capitano Cesare Maria De Vecchi, aderì allo squadrismo fascista, di cui divenne rapidamente un esponente di spicco in Piemonte, fondando anche un giornale, Il Trincerista. Nel frattempo, trasferitosi a Mortara, centro politico ed economico della Lomellina di allora, si mise a capo di un autentico esercito personale, composto da centinaia di squadristi, in maggioranza reduci.
In breve, fu riconosciuto quale ras incontrastato dell'intera provincia di Pavia. Le sue squadre imperversarono soprattutto in Lomellina, con azioni di estrema violenza e spregiudicatezza. Nel 1921 divenne membro del Comitato Centrale del PNF in rappresentanza della Lombardia e capo della federazione provinciale fascista di Pavia. Mussolini gli affidò il coordinamento di tutte le squadre di Lombardia e Piemonte nei giorni della marcia su Roma.
Fu esponente dell'ala più radicale del movimento, diretta espressione del mondo agrario e del reducismo forsennato. Nel 1923 fu luogotenente generale della prima zona (Piemonte e Liguria) della Milizia Volontaria Sicurezza Nazionale. Popolarissimo tra gli squadristi, dopo la marcia su Roma e la presa del potere, venne considerato sempre più come un personaggio scomodo per il suo fascismo intransigente e poi come un vero e proprio dissidente, per i suoi violenti attacchi contro i nuovi arrivati nella classe dirigente del partito, senza un passato di convinta militanza nel movimento.
Nel febbraio 1923 fu eletto presidente della provincia di Vigevano.
Sindacalista fascista, trovò nel mancato rispetto dei patti agrari da parte dei latifondisti pavesi un ulteriore motivo di scontro con i quadri del Partito. Sfidò l'allora segretario politico Francesco Giunta, beniamino di Mussolini, in un duello alla sciabola che ebbe luogo nell'aprile del 1923 a Roma e che venne sospeso dai padrini quando entrambi i duellanti rimasero feriti. Nel dicembre 1923 la giunta disciplinare del PNF lo sospese da tutte le cariche ricoperte, la federazione pavese fu commissariata e nel febbraio 1924 fu espulso dal PNF.
Presentò allora insieme a Raimondo Sala, in occasione delle elezioni del 1924 per il rinnovo del Parlamento italiano sciolto nel gennaio da Vittorio Emanuele III, una lista fascista dissidente presente solo in Piemonte e Lombardia, in contrapposizione a quella ufficiale Lista Nazionale, denominata Fasci nazionali. Il 12 marzo 1924 Cesare Forni venne assalito alla stazione centrale di Milano da alcuni squadristi tra cui Dumini, Volpi, Malacria, i consorziati nella cosiddetta Ceka Fascista, gli stessi che di lì a poco avrebbero ucciso Giacomo Matteotti. Il 26 aprile 1924 si svolsero le elezioni e Cesare Forni risultò eletto, unico deputato della sua lista.
Cesare Forni rimase comunque fedele a Mussolini e votò più volte la fiducia al suo governo, compresa quella richiesta nel 1925 dal Duce dopo il delitto Matteotti. Si dichiarò in aula "interprete dell'opinione pubblica sanamente fascista". Nel 1926 pregò Roberto Farinacci di intercedere per una riconciliazione con Mussolini. Nel 1927 e nel 1928 partì per lunghi periodi alla volta della Somalia per realizzare, senza fortuna, alcuni progetti agricoli. Restò deputato fino al 1929. Tuttavia, deluso e politicamente ormai del tutto ai margini, finito il mandato parlamentare, si ritirò a vita privata.  Agli inizi degli anni trenta si trasferì a Milano dove lavorò come agente assicurativo dell'INA. Si sposò con  Maria Maddalena Pira di Dogliani.
Secondo alcune fonti nel 1933 fu riammesso nel PNF e in seguito di nuovo espulso, ma secondo altre non fu riammesso nel PNF, che anzi lo teneva sotto sorveglianza e nel 1941 lo fece arrestare per poco tempo. Morì a cinquantadue anni, per una malattia incurabile, il 2 luglio 1943. Restano alcune pagine del suo diario in cui, sul finire degli anni Trenta, traccia giudizi impietosi su Mussolini. I suoi funerali, celebrati nella basilica di San Lorenzo di Mortara, furono seguiti da migliaia di lomellini, tra i quali molti dei suoi vecchi avversari politici. Fu sepolto nel piccolo cimitero di Tornaco, nel Novarese, luogo di origine della sua famiglia.

## Onorificenze
Ottenne anche due medaglie di bronzo e una medaglia d'oro conferitagli dalla Serbia.